# Ancien régime
Ancien régimeⓘ (fr. wym. [ɑ̃sjɛ̃ ʁeʒim], uproszczona: ãsję reżim; dosł. dawny ustrój, dawne rządy, dawny reżim) – monarchistyczny ustrój Francji oparty na gospodarce feudalnej, obalony w wyniku Wielkiej Rewolucji Francuskiej (14 lipca 1789), stopniowe likwidowanie przywilejów arystokracji, zniesienie monarchii i egzekucję króla Ludwika XVI (21 stycznia 1793).

Wielki herb Królestwa Francji i Nawarry

Flaga wojenna Burbonów francuskich 1638-1790

Słowo ancien régime jest również używane symbolicznie, m.in. w języku polskim, do określenia każdego systemu lub porządku, który został radykalnie zmieniony.

## Arystokracja i mieszczanie
W ancien régime państwem rządziła wykorzystująca swoją uprzywilejowaną pozycję arystokracja, chociaż wielu najwyższych urzędników było z noblesse de robe, a więc nobilitowanych urzędników mieszczańskich. Sama monarchia absolutna nie zawsze cieszyła się poparciem i sympatią rodów arystokratycznych, ponieważ ich przedstawiciele tęsknili do czasów feudalnej „swobody” lub „anarchii”.
Niektórzy myśliciele polityczni pochodzenia arystokratycznego (określani mianem „neofeudałów francuskich”) nawoływali wprost do osłabienia władzy monarszej na rzecz regionalnych posesjonatów. Dlatego też cieszyli się, gdy Ludwik XIV zmarł w 1715 roku i gdy nastała polisynodia – zespół arystokratycznych rad stanu. Lecz ten nowy sposób sprawowania władzy nie sprawdził się. Powrócono wówczas do absolutystycznego aparatu ministerialnego.